# Cape Fria
Das Cape Fria (deutsch Kaltes Kap) ist eine Landspitze im Südatlantik und liegt unmittelbar südlich von Angra Fria (deutsch Kalte Bucht) an der afrikanischen Westküste innerhalb des Nationalparks Skelettküste in Namibia. Wenig südlich von Cape Fria liegt False Cape Fria (zu Deutsch etwa Falsches Kaltes Kap).
Die Grenze zu Angola liegt etwa 200 Kilometer nördlich. Das Kalte Kap ist nur über Charterflüge sehr beschränkt zugänglich, da es einer Tourismuskonzession unterliegt.

## Geschichte
Das Kalte Kap wurde wie das Kreuzkap im Jahre 1486 durch den portugiesischen Seefahrer Diogo Cão entdeckt, welcher dem Kap seinen, aufgrund des hier verlaufenden kalten Benguelastroms, bezeichnenden Namen gab.
Seit Anfang der 1980er Jahre gibt es immer wieder Planungen, in der Nähe des Kaps einen Tiefseehafen samt Eisenbahnanschluss zu bauen, um den Norden Namibias – aber auch die Anrainerstaaten Botswana, Sambia, Simbabwe und Angola – verkehrstechnisch schneller an den internationalen Seeverkehr anzubinden. Ein solches Vorhaben würde auch Namibias Stellung im innerafrikanischen Handel zugutekommen, es ist jedoch vor allem wegen Finanzierungs- und Umweltfragen nicht weiter verfolgt worden. Die Errichtung eines Hafens und eines Bahnanschlusses ist seit 2011 wieder geplant und wurde im Oktober 2014 bestätigt.